# Fred Apostoli
Pour les articles homonymes, voir Apostoli.
Fred Apostoli est un boxeur américain né le 2 février 1913 et mort le 29 novembre 1973 à San Francisco, Californie.

## Carrière
Il devient champion des poids moyens de la New York State Athletic Commission (NYSAC) en battant par arrêt de l'arbitre dans la 8e reprise Young Corbett III le 18 novembre 1938.
Le titre NYSAC avait été retiré peu de temps avant à Freddie Steele pour ne pas avoir affronté Apostoli dans un combat de championnat (ce dernier l'avait battu le 8 janvier 1938 mais sans avoir remis son titre en jeu).
Battu dès sa première défense par Ceferino Garcia le 2 octobre 1939, il boxe jusqu'en 1948, année à laquelle il met un terme définitif à sa carrière.

## Distinctions
- Fred Apostoli est élu boxeur de l'année en 1943 par Ring Magazine.
- Il est membre de l'International Boxing Hall of Fame depuis 2003[1].